# Tashir
Tashir là một đô thị thuộc tỉnh Lori, Armenia. Dân số ước tính năm 2011 là 8667 người.